# Épinouze
Épinouze là một xã thuộc tỉnh Drôme trong vùng Auvergne-Rhône-Alpes đông nam nước Pháp. Xã Épinouze nằm ở khu vực có độ cao trung bình 215 mét trên mực nước biển.